# Арантса Кігора
Арантса Кігора Сіа (баск.Arantza Quiroga Cia нар.26 липня 1973) — баскський політик, Голова Парламенту Країни Басків 2009-2012. Представляє Народну Партію Іспанії.

## Біографія
Народилась 26 липня 1973 року в місті Ірун, Гіпуская. Сім'я матері в дитинстві розмовляла з Арантсою на баскській мові проте сама вона нею не розмовляє проте розуміє. 3 квітня 2009 року обрана Головою Парламенту Країни Басків від Народної Партії, будучи на посаді заявила, що вона віруюча католичка та буде приймати закони для захисту традиційних цінностей. В 2013 році обрана головою Народної Партії Країни Басків, в 2015 році покинула партію через конфлікт навколо ЕТА.
Арантса противниця абортів і прихильниця захисту життя, заявляє що плід є людиною з моменту зачаття.